# Joachim Raff
Joseph Joachim Raff (Lachen, Suïssa, 27 de maig de 1822 - Frankfurt del Main, Alemanya, 24 de juny de 1882) fou un compositor germano-suís.

## Biografia
Fill de pare alemany originari de Württemberg i emigrat a Suïssa i de mare suïssa originària de Schwyz. Molt dotat per a la música, el jove Joseph Joachim estudiar amb el seu pare, modest professor d'orgue, acabant la seva formació als 18 anys amb els jesuïtes de Schwyz. Immediatament, Raff aconsegueix una plaça de mestre d'escola a Rapperswil, al cantó de Sankt Gallen, on aprofita el temps lliure per tocar el piano i compondre. Després de conèixer i arribar a ser amic del mestre de capella de Zúric Franz Abt, el 1843 publica el seu Opus 1, una Serenata pianística que constituirà l'inici d'un gegantí llegat per a tecla. Les obres immediates (els Opus 2 a 6) seran editades gràcies a l'entusiasta recomanació de Felix Mendelssohn -al qual Raff envia els seus manuscrits- en la prestigiosa editorial Breitkopf & Härtel de Leipzig. Una excel·lent crítica de Robert Schumann apareguda a la Neue Zeitschrift für Musik augura un brillant futur el jove mestre que, amb gran consternació per part de la seva família, abandona l'ensenyament per consagrar-se a la composició.
La pobresa acompanya Raff en la seva nova residència de Zuric on ha de guanyar-se la vida com a copista i professor de piano. La sobtada mort de Mendelssohn, amb qui pensava estudiar a Leipzig trunca les esperances de l'incipient compositor que es trasllada a Basilea -el 19 de juny de 1845 a peu i sota la pluja, fins a aquest punt arribava la seva pobresa- per conèixer el representant de l'altre gran corrent musical alemany: Franz Liszt. La trobada amb el genial pianista i compositor serà transcendental per al desenvolupament de l'obra de Raff. El músic hongarès, al qual Raff acompanya en una de les seves nombroses gires de concerts, troba per a aquest una feina en un establiment musical de Colònia i, més tard, un altre a Hamburg a l'editorial Schuberth, i també a Stuttgart.
Raff es dedica a tasques de transcripció i orquestració, adquireix aquesta "mà" que li serà tan indispensable quan emprengui el seu propi i ingent catàleg orquestral. En la tardor de 1849, convidat per la generositat de Liszt, va a Weimar, i s'inicia d'aquesta manera una col·laboració que el mantindrà al costat de Liszt fins a 1856. Sis anys d'estreta col·laboració durant els quals treballa per Liszt com a secretari particular: escriu al dictat, ordena els seus múltiples manuscrits, realitza còpies ... fins i tot col·labora amb Franz Doppler en l'orquestració d'alguns dels seus poemes simfònics (com Prometeu, Mazeppa o Heroida fúnebre, que el músic hongarès retocarà més tard) a més d'estudiar, organitzar concerts, publicar i començar el seu propi catàleg. Va ser igualment en aquest període que va ser amic de Hans von Bülow que va arribar a ser un dels directors d'orquestra més famós del seu temps.
Però acaba gairebé anul·lat per l'aclaparadora personalitat del seu mentor, i desitjós de volar amb les seves pròpies ales i no volent ocupar per més temps un rol secundari, Raff abandona Weimar el 1856 per acompanyar a la seva futura esposa, l'actriu Doris Genast, amb qui s'instal·la a Wiesbaden. La seva Primera Simfonia (1861) va obtenir el primer premi de la Wiener Gesellschaft der Musikfreunde, davant de simfonies de compositors reputats com Carl Reinecke o Robert Volkmann. Seran aquests els anys més fecunds en la carrera de Raff; anys d'enorme productivitat i d'una reputació que, com a compositor i pedagog, no para de créixer fins que, el 1877, és nomenat primer director del recentment fundat Conservatori Hoch de Frankfurt, que compta amb Clara Schumann i Julius Stockhausen -tan lligats tots dos a la carrera de Brahms- com a professors tingueren alumnes com l'italià Lazzaro Uzielli i amb el nord-americà Edward Mac Dowell com un dels seus més distingits alumnes de composició. En aquest càrrec el succeí l'any 1883 el compositor alemany Bernhard Scholz.
Al final de la seva vida l'any 1882, Raff havia aconseguit un imponent llegat constituït per 216 obres numerades, més de 70 sense numeració i 48 transcripcions en les quals els més importants gèneres estan representats. Des del punt de vista estilístic, Raff se situa a mig camí entre el simfonisme "pur" heretat de Mendelssohn i Schumann, dos dels seus déus tutelars, i el gust per la música de programa característica de la Neudeutsche Schule representada per l'estètica de Wagner i Liszt. La mestria formal, la imaginació melòdica i una hàbil instrumentació sempre colorista i ben definida caracteritzen l'obra d'aquest músic sensible i disciplinat, que va compondre més de dues-centes obres, d'entre les quals es destaquen les composicions per a piano i de cambra. És famosa especialment la seva Cavatina, per a piano i violí. El violoncel·lista alemany Wilhelm Müller (1834-1897), li va estrenar diverses obres per aquest instrument.

## Obres principals

### Simfonies
- Simfonia núm. 1 An das Vaterland, op. 96 (1861)
- Simfonia núm. 2, op. 140 (1866)
- Simfonia núm. 3 Im Walde, op. 153 (1869)
- Simfonia núm. 4, op. 167 (1871)
- Simfonia núm. 5 Lenore, op. 177 (1872)
- Simfonia núm. 6, op. 189 (1873)
- Simfonia núm. 7 In den Alpen, op. 201 (1875)
- Simfonia núm. 8 Frühlingsklänge, op. 205 (1876)
- Simfonia núm. 9 Im Sommer, op. 208 (1878)
- Simfonia núm. 10 Zur Herbstzeit, op. 213 (1879)
- Simfonia núm. 11 Der Winter, op. 214 (1876)

### Suites per orquestra
- Suite núm. 1, op. 101 (1863)
- Suite núm. 2 In ungarischer Weise, op. 194 (1874)
- Suite Italian, WoO.36 (1871)
- Suite Aus Thüringen (1877)

### Altres obres orquestrals
- Obertura Ein feste Burg ist unser Gott, op. 127 (1854)
- Obertura du Jubilée, op. 103 (1864)
- Obertura Fest, op. 117 (1864)
- Obertura de concert, op. 123 (1862)
- Festmarch, op. 139 (1867)
- Rapsòdia per a orquestra Abends , op. 163b (1874)
- Sinfonietta per instruments de vent, op. 188 (1873)
- Música d'escena per Bernhard von Weimar, WoO.17 (1854)
- Orquestració de la xacona de la Partita núm. 2 per a violí de Bach, WoO.40 (1873)
- Arranjament de la Suite anglesa de Bach, WoO.42 (1874)
- Elegia per a orquestra, WoO49 (1879)
- Preludi orquestral de la Tempête de Shakespeare, WoO50 (1879)
- Preludi orquestral de Macbeth de Shakespeare, WoO51 (1879)
- Preludi orquestral de Roméo et Juliette de Shakespeare, WoO52 (1879)
- Preludi orquestral de Othello de Shakespeare, WoO53 (1879)
- Gran fuga per a orquestra, WoO.57 (1882)

### Concerts
- Concert Ode au printemp, op. 76 (1857)
- Cavatina per a violí i orquestra, op. 85 (1859)
- Concert per a violí núm. 1, op.161 (1871)
- Concert per a piano op.185 (1873)
- Concert per a violoncel núm. 1, op.193 (1874)
- Suite für Klavier und Orchester Es-Dur op.200 (1875)
- Concert per a violí núm. 2, op.206 (1877)
- Concert per a violoncel núm. 2, WoO 45 (1876)

### Òperes
- Dame Kobold, segons un llibret en 3 actes de Paul Reber nach Calderon, op.154 (1869)
- König Alfred, segons un llibret en 4 actes de Gotthold Logau, WoO 14 (1848-50)
- Samson, segons un llibret en 5 actes de Joachim Raff, WoO 21 (1853-57, revisat el 1865)
- La Parole, segons un llibret en 3 actes de Joachim Raff, WoO 30 (1868)
- Benedetto Marcello, segons un llibret en 3 actes de Joachim Raff, WoO47 (1877-78)
- Die Eifersüchtigen, segons un llibret en 3 actes de Joachim Raff, WoO 55 (1881-82)

### Obres per a cor i orquestra
- Te Deum per a cor mixt i orquestra, WoO 16 (1853)
- Wachet auf! (Emanuel Geibel), cantata per a solistes, cor i orquestra, op. 80
- Deutschlands Auferstehung, cantata per a cor d'homes i orquestra, composta per al 50é aniversari de la batalla de Leipzig, op. 100, 1862/3
- Salm 130 De Profundis per a soprano, cor a 8 veus i orquestra, dedicat a Franz Liszt, op. 141, 1867
- Dos Lieder per a cor mixt i orquestra, op. 171, 1871
- Morgenlied (J. E. Jacobi) per a cor mixt i orquestra, op. 186A, 1873
- Einer Entschlafenen (Arnold Börner, pseudònim del propi Raff) per a soprano, cor i orquestra, op. 186B, 1873
- Die Tageszeiten (Helge Heldt, pseoudònim de Helene Raff) per a cor, piano i orquestra, op. 209, 1877
- Die Sterne (Helge Heldt, pseudònim de Helene Raff), cantata per a cor i orquestra, WoO 54, 1880
- Welt-Ende – Gericht – Neue Welt, oratori segons paraules de la bíblia (Apocalipsi) per a mezzosoprano, baríton, cor i orquestra, op. 212, 1879–1881